# داميين داف

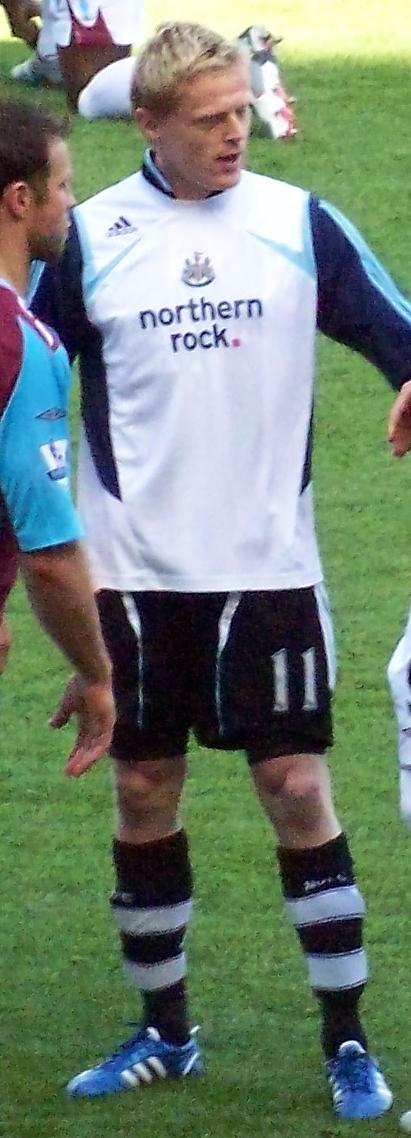
داميان داف

داميان أنتوني داف (بالإنجليزية: Damien Duff)‏، من مواليد 2 مارس 1979 في باليبودين في إيرلندا، لاعب كرة قدم إيرلندي.
بدأ مسيرته الكروية مع نادي بلاكبيرن روفرز الإنجليزي في عام 1996، ولعب معهم حتى عام 2003، وشارك معهم في 184 مباراة وسجل 27 هدف، وفي عام 2003 انتقل إلى نادي تشيلسي الإنجليزي، ولعب معهم حتى عام 2006، وشارك معهم في 81 مباراة وسجل 14 هدف، ومنذ عام 2006 وهو يلعب مع نادي نيوكاسل يونايتد الإنجليزي.
و قد بدأ باللعب مع منتخب إيرلندا لكرة القدم في عام 2002.

## روابط خارجية
- داميين داف على موقع الاتحاد الدولي (مؤرشف)  (الإنجليزية)
- داميين داف على موقع الاتحاد الأوربي (الإنجليزية)
- داميين داف على موقع قاعدة بيانات كرة القدم.إي يو (الإنجليزية)
- داميين داف على موقع ليكيب (الفرنسية)
- داميين داف على موقع ناشيونال فوتبول تيمز (الإنجليزية)
- داميين داف على موقع Soccerbase.com (لاعب) (الإنجليزية)
- داميين داف على موقع Soccerway.com (الإنجليزية)
- داميين داف على موقع عالم كرة القدم.نت (الإنجليزية)
- داميين داف على موقع كووورة
- داميين داف على موقع AS.com (الإسبانية)